# Stylidium lineare
Stylidium lineare este o specie de plante dicotiledonate din genul Stylidium, familia Stylidiaceae, ordinul Asterales, descrisă de Olof Swartz și Carl Ludwig Willdenow. Conform Catalogue of Life specia Stylidium lineare nu are subspecii cunoscute.